# Ghormach (distrikt)
Ghormach är ett distrikt i Afghanistan. Det ligger i provinsen Badghis, i den nordvästra delen av landet, 500 kilometer väster om huvudstaden Kabul. Arean är 2 083 kvadratkilometer. Administrativ huvudort är Ghormach.
Distriktet beräknades år 2022 ha cirka 65 000 invånare.